# National Football League 1950
La stagione NFL 1950 fu la 31ª stagione sportiva della National Football League, la massima lega professionistica statunitense di football americano. La finale del campionato si disputò il 24 dicembre 1950 al Stadium di Cleveland, in Ohio e vide la vittoria dei Cleveland Browns sui Los Angeles Rams per 30 a 28. La stagione iniziò il 28 settembre 1950 e si concluse con il Pro Bowl 1951 che si tenne il 14 gennaio al Los Angeles Memorial Coliseum.
La stagione fu caratterizzata dalla fusione della NFL con la All-America Football Conference che portò da 10 a 13 il numero di squadre. Delle squadre della AAFC, tre (Cleveland Browns, San Francisco 49ers e Baltimore Colts) furono assorbite così com'erano, mentre i giocatori dei New York Yankees vennero ridistribuiti tra la squadra dei New York Giants e quella dei New York Bulldogs che cambiò denominazione in New York Yanks. I Los Angeles Dons confluirono nei Los Angeles Rams e i Buffalo Bills vennero in parte assorbiti dai Browns.
Le squadre vennero poi riorganizzate in due raggruppamenti denominati American Conference e National Conference.

## Modifiche alle regole
- Venne istituita definitivamente la possibilità di effettuare liberamente sostituzioni. Tale regola diede il via alla specializzazione dei ruoli in campo.
- Vennero stabilito che se dopo un passaggio indietro o un fumble la palla esce dal campo senza che nessuno la recuperi, il possesso di palla rimane alla squadra che era in attacco.

## Stagione regolare
La stagione regolare si svolse in 12 giornate, iniziò il 16 settembre e terminò il 10 dicembre 1950.

### Risultati della stagione regolare
- V = Vittorie, S = Sconfitte, P = Pareggi, PCT = Percentuale di vittorie, PF = Punti Fatti, PS = Punti Subiti
- Nota: nelle stagioni precedenti al 1972 i pareggi non venivano conteggiati nel calcolo della percentuale di vittorie.

| American Conference |    |   |   |     |     |     |
| Squadra             | V  | S | P | PCT | PF  | PS  |
| Cleveland Browns    | 10 | 2 | 0 | 833 | 310 | 144 |
| New York Giants     | 10 | 2 | 0 | 833 | 268 | 150 |
| Philadelphia Eagles | 6  | 6 | 0 | 500 | 254 | 141 |
| Pittsburgh Steelers | 6  | 6 | 0 | 500 | 180 | 195 |
| Chicago Cardinals   | 5  | 7 | 0 | 417 | 233 | 287 |
| Washington Redskins | 3  | 9 | 0 | 250 | 232 | 326 |

| National Conference |   |    |   |     |     |     |
| Squadra             | V | S  | P | PCT | PF  | PS  |
| Los Angeles Rams    | 9 | 3  | 0 | 750 | 466 | 309 |
| Chicago Bears       | 9 | 3  | 0 | 750 | 279 | 207 |
| New York Yanks      | 7 | 5  | 0 | 583 | 366 | 367 |
| Detroit Lions       | 6 | 6  | 0 | 500 | 321 | 285 |
| Green Bay Packers   | 3 | 9  | 0 | 250 | 244 | 406 |
| San Francisco 49ers | 3 | 9  | 0 | 250 | 213 | 300 |
| Baltimore Colts     | 1 | 11 | 0 | 83  | 213 | 462 |

Nota: Cleveland vinse l'American Conference sui Giants e Los Angeles vinse la National Conference su Chicago dopo gli spareggi in quanto al tempo non esistevano criteri per stabilire le posizioni in classifica di squadre con la stessa percentuale di vittorie. Gli spareggi, disputati rispettivamente a Cleveland e a Los Angeles il 17 dicembre 1950 si conclusero con la vittoria dei Browns per 8 a 3 e dei Rams per 24 a 14.

## La finale
La finale del campionato si disputò il 24 dicembre 1950 al Cleveland Stadium e vide la vittoria dei Cleveland Browns sui Los Angeles Rams per 30 a 28.

## Vincitore
| Vincitori del campionato NFL 1950 Cleveland Browns 1º titolo |